# Gavin Hollowell
Gavin Ernest Hollowell (Somerset, Nueva Jersey, 4 de noviembre de 1997), más conocido como Gavin Hollowell, es un jugador profesional estadounidense de béisbol que se desempeña en la posición de lanzador en Chicago Cubs, equipo de las Grandes Ligas de Béisbol (MLB).

## Carrera
Hollowell hizo su debut en la MLB con el equipo Colorado Rockies, en el cual jugó dos temporadas (2022-2023), después pasó a Chicago Cubs, donde lleva jugando una temporada.